# Prévonloup
Prévonloup é uma comuna da Suíça, situada no distrito de Broye-Vully, no cantão de Vaud. Tem 1,84 km² de área e sua população em 2018 foi estimada em 184 habitantes.